# Шанчжоу
Шанчжо́у (кит. упр. 商州, пиньинь Shāngzhōu) — район городского подчинения городского округа Шанло провинции Шэньси (КНР). Район назван по административной единице, чьи органы управления размещались в этом месте в средние века.

## История
При империи Западная Хань в 113 году до н.э. в этих местах был создан уезд Шанло (上洛县, «верхнее течение реки Лохэ»). При империи Западная Цзинь в 266 году был создан ещё и округ Шанло (上洛郡), органы власти которого также разместились здесь. При империи Северная Вэй в 439 году здесь разместились ещё и органы власти области Цзинчжоу (荆州). В 493 году область Цзинчжоу была переименована в Лочжоу (洛州), а при династии Северная Чжоу в 578 году получила название Шанчжоу (商州).
При империи Суй в 583 году был расформирован округ Шанло. В 607 году область Шанчжоу была переименована в округ Шанло, но при империи Тан в 618 году округ Шанло вновь стал областью Шанчжоу. В 742 году область Шанчжоу была опять переименована в округ Шанло, в 758 году округ Шанло вновь стал областью Шанчжоу.
После монгольского завоевания уезд Шанло был в 1264 году расформирован, и эти земли перешли под непосредственное управление структур области Шанчжоу. В 1292 году южная часть области была выделена в отдельный уезд Ганью (乾佑县), но в 1294 году он был расформирован.
При империи Мин в 1374 году область была понижена в статусе, и стала уездом Шансянь (商县). В 1477 году уезд был вновь повышен в статусе, опять став областью Шанчжоу.
При империи Цин в 1725 году область Шанчжоу была дополнительно повышена в статусе, став «непосредственно управляемой» (то есть стала подчиняться напрямую правительству провинции, минуя промежуточное звено в виде управы); в неё входили уезды Шаннань, Лонань, Шаньян и Чжэньань.
После Синьхайской революции в Китае была проведена реформа структуры административного деления, и в 1913 году области были упразднены; на землях, ранее напрямую управлявшихся областными властями, был опять создан уезд Шансянь.
Во время гражданской войны эти места перешли под контроль коммунистов в мае 1949 года. В 1950 году был создан Специальный район Шанло (商雒专区). В 1958 году был расформирован уезд Даньфэн, и часть его территории была присоединена к уезду Шансянь, но в 1961 году уезды были восстановлены в прежних границах. В 1964 году в рамках национальной программы по упрощению иероглифов иероглиф 雒 из названия специального района был заменён на 洛. В 1969 году Специальный район Шанло был переименован в Округ Шанло (商洛地区).
В 1988 году уезд Шансянь был преобразован в городской уезд Шанчжоу (县级商州市).
В 2002 году постановлением Госсовета КНР были расформированы округ Шанло и городской уезд Шанчжоу, и образован городской округ Шанло; территория бывшего городского уезда Шанчжоу стала районом Шанчжоу в его составе.

## Административное деление
Район делится на 4 уличных комитета и 14 посёлков.